# Pachira calophylla
Pachira calophylla är en malvaväxtart som först beskrevs av Karl Moritz Schumann, och fick sitt nu gällande namn av J.L. Fernandez-alonso. Pachira calophylla ingår i släktet Pachira och familjen malvaväxter. Inga underarter finns listade i Catalogue of Life.